# Cyclocheilichthys apogon
Cyclocheilichthys apogon är en fiskart som först beskrevs av Achille Valenciennes 1842.  Cyclocheilichthys apogon ingår i släktet Cyclocheilichthys och familjen karpfiskar. IUCN kategoriserar arten globalt som livskraftig. Inga underarter finns listade i Catalogue of Life.